# Рахматуллин, Ирек Махмудович
Ире́к Махму́дович Рахмату́ллин (11 апреля 1928, Казань — 18 мая 2013, Казань) — советский татарский врач, патофизиолог, доктор медицинских наук (1966), профессор (1968), Заслуженный деятель науки Татарской АССР (1978), Заслуженный деятель науки Российской Федерации (1998).

## Биография
Родился 11 апреля 1928 года в городе Казань, Татарская АССР, РСФСР.
В 1950 году окончил Казанский государственный медицинский институт. После получения диплома остался работать в институте на кафедре патофизиологии, где был учеником профессора Андрея Адо. В 1966 году защитил докторскую диссертацию.
В 1967 году назначен проректор, а в 1968 ― ректором Казанского государственного института для усовершенствования врачей (ГИДУВ), в том же году избран профессором.
В 1971 году участвовал в совещании экспертов социалистических стран по высшему последипломному образованию медицинских кадров в Берлине.
С 1978 по 1993 год был заведующим кафедрой патофизиологии, с 1993 по 1999 ― профессором-консультантом Казанского государственного медицинского института (с 1994 г. Казанский медицинский университет). В 1978 году избран председателем Казанского отделения Всероссийского общества патофизиологов.
Внёс значительный вклад в научную и практическую медицину, в подготовку врачебных кадров. Работал в составе правления Всесоюзного научного общества патофизиологов и проблемной комиссии «Аллергия», Ученого совета Министерства здравоохранения РСФСР, руководство Казанским обществом патофизиологов. Написал работы по изучению механизмов изменения различных органов и систем при аллергической перестройке организма, функциональному состоянию сердечно-сосудистой системы. Получил 5 авторских свидетельства на изобретения.
Умер 18 мая 2013 года в Казани.

## Награды и звания
- Орден «Знак Почёта» (1971)
- Медаль «За доблестный труд» (Татарстан) (1970)[2]
- Заслуженный деятель науки Российской Федерации (1998)
- Заслуженный деятель науки Татарской АССР (1978)
- Премия имени А. Д. Адо Академии наук Республики Татарстан за серию работ «Клеточные и молекулярные механизмы аллергических реакций» (2003)
- Почётная грамота Верховного Совета Татарской АССР

## Известные адреса
- Казань, Большая Красная улица, дом 57а.[3]